# استان خوزه بالیویان
استان خوزه بالیویان (به اسپانیایی: Provincia del General José Ballivián Segurola) یکی از استان‌های بولیوی در بولیوی است که در استان بنی واقع شده‌است. استان خوزه بالیویان ۴۰٬۴۴۴ کیلومتر مربع مساحت و ۸۱٬۵۷۸ نفر جمعیت دارد.